# Javier Beltrán
Javier Beltrán Andreu (Barcelona, 18 de mayo de 1983) es un actor de teatro y cine tanto español como internacional.
Cursó sus estudios en Barcelona, incluida la carrera de cuatro años de Humanidades en la universidad Pompeu Fabra, así como también cuatro años de arte dramático en la escuela de actores de Nancy Tuñón entre el año 2004 y 2008, un curso de Danza-Teatro entre los años 2004-2006 con Montserrat Prats, y uno de interpretación con Raimón Molins en el 2008, ya que Humanidades le resultaba un tanto aburrido. También hizo un cursillo de radio en Radio Estudio Esplugas. Habla inglés y un poco de italiano, y sabe tocar la guitarra.
Trabajó en obras de teatro como The History Boys, de Alan Bennett, y con Sin límites (2008) pasó del teatro a la gran pantalla por primera vez. Según ha explicado él mismo, dicha película fue su primer trabajo en el cine y de hecho le coincidió el final del curso con el casting para la película.

## Carrera

### Cine
- Sin límites (2008) de Paul Morrison, como Federico García Lorca.
- Animals (2012) de Marçal Forés
- Las leyes de la frontera (2021) de Daniel Monzón
- Los renglones torcidos de Dios (2022) de Oriol Paulo

### Cortometrajes
- El paso (2007: Director Daniel Torres)
- Mónica (2007: Director David Vicotri)
- Connecting People (2007: Director Albert Bernard)
- Die Trane (2007)
- Fase Rem (2007: Director Oscar Correia)
- Camas (2007)
- Abanicos (2006: Director Pau Bacardit)
- Lea (2005)
- Vidas perdidas (2004)

### TV
- Zoo (2008: Director Jesús Segura), como "Pep".
- La Riera (TV3 2012), como "Lluc".
- Com si fos ahir (TV3 desde 2019), como "Bruno Sastre".
- La templanza (Amazon Prime Video 2021), como "Gustavo Zayas".
- El Inocente (Netflix 2021), como "Oscar Crespo".
- La Mesías (Movistar+ 2023), como "Ricardo".
- Sueños de libertad (Antena 3, desde (2024), como "Joaquín Merino Vázquez".
- Beguinas Antena 3, desde (2024), “Rodrigo de Guzmán“.

### Teatro y otras actividades
- The History Boys de Alan Bennett (2008: Director Josep Maria Pou), como "Rudge".
- La ira del humo de Juan Germán Schroeder (2007: Director Pere Daussà)
- Lost de Nat Expósito y Roger Ribó (2004-2006: Director Nat Expósito)
- Hamlet de William Shakespeare (2004-2006: Estudio de actores Nancy Tuñón)
- Escaleras al techo de Tennessee Williams (2004-2006: Director Jordi Oliver)
- Traición de Harold Pinter (2004-2006: Director Jordi Oliver)
- Romeo y Julieta de William Shakespeare (2004-2006: Estudio de actores Nancy Tuñón)
- Penombres de Cia. Abandaibanda